# (2214) Carol
Pour les articles homonymes, voir Carol.
(2214) Carol est un astéroïde de la ceinture principale découvert le 7 avril 1953 par l'astronome allemand Karl Wilhelm Reinmuth. Le lieu de découverte est Heidelberg (024). Sa désignation provisoire était 1953 GF.